# ريان هولينغشييد
ريان هولينغشييد (بالإنجليزية: Ryan Hollingshead)‏ (6 أبريل 1991 بساكرامنتو في الولايات المتحدة - ) هو لاعب كرة قدم أمريكي في مركز الوسط. لعب مع نادي دالاس.

## وصلات خارجية
- ريان هولينغشييد على موقع الدوري الأمريكي (الإنجليزية)
- ريان هولينغشييد على موقع قاعدة بيانات كرة القدم.إي يو (الإنجليزية)
- ريان هولينغشييد على موقع Soccerbase.com (لاعب) (الإنجليزية)
- ريان هولينغشييد على موقع Soccerway.com (الإنجليزية)
- ريان هولينغشييد على موقع عالم كرة القدم.نت (الإنجليزية)
- ريان هولينغشييد على موقع AS.com (الإسبانية)